# Aleksei Gritsai

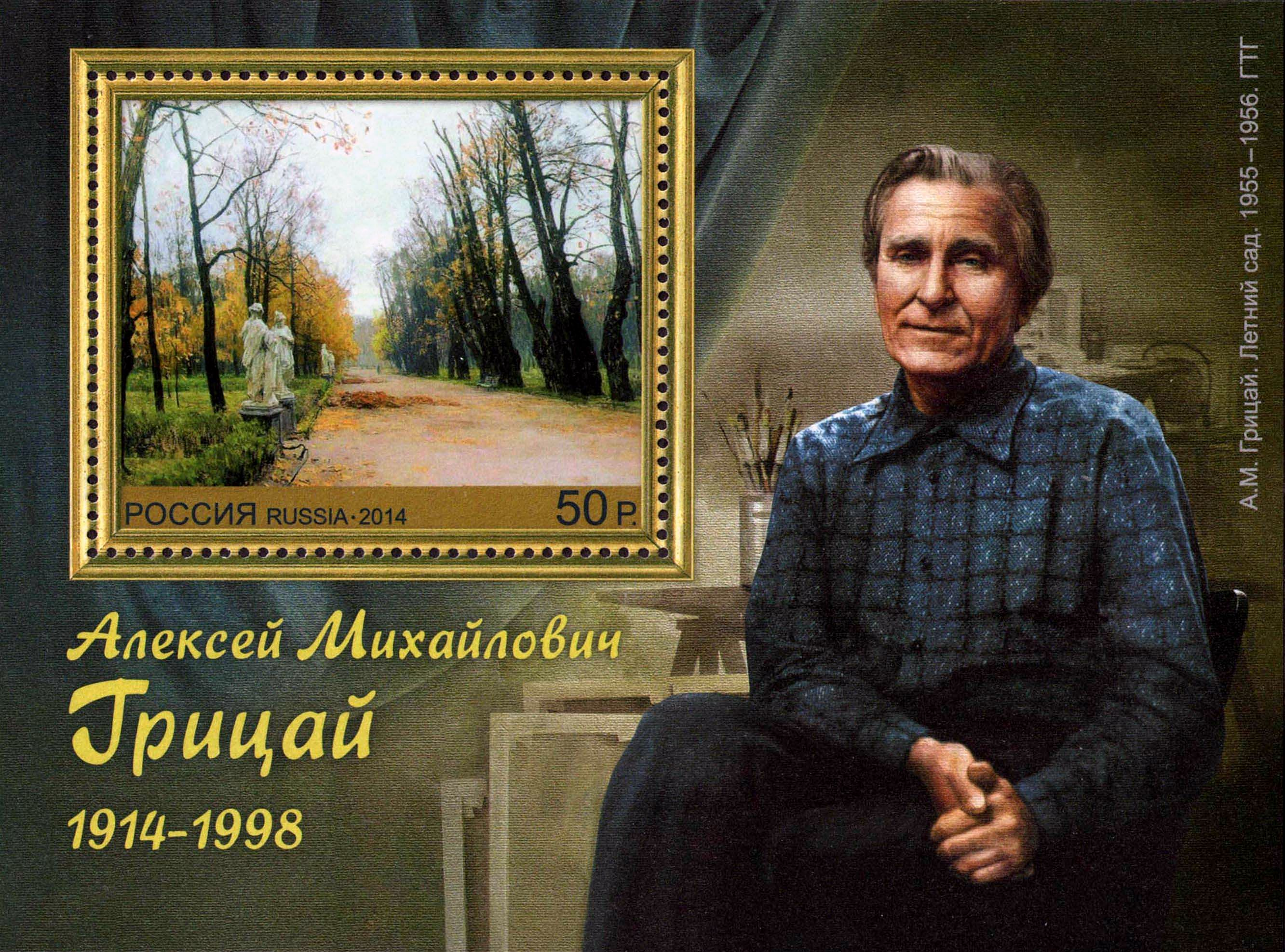
Aleksei Gritsai num selo postal russo de 2014, centenário de seu nascimento

Aleksei Mikhailovich Gritsai (russo: Алексей Михайлович Грицай; 22 de fevereiro de 1914 – 6 de maio de 1998) foi um artista russo que, de 1924 a 1931, estudou em São Petersburgo (à época Leningrado) e, de 1932 a 1939, na Academia de Artes da União Soviética com P.S. Naumov, Vasili Yakovlev e Isaak Brodsky.
Gritsai tornou-se melhor conhecido como pintor de paisagens com profundo interesse pelo poder da natureza em prover inspiração à humanidade. Ele acreditava que, sendo os homens parte da natureza, eles podem encontrar proveito e consolação se com ela interagirem sadiamente. Devido à redução de mobilidade no fim de sua vida devido a doenças, ele ficou inapto a ficar em contato direto com a natureza, relegando isto à sua memória. Por conta disso, muito de seus últimos trabalhos são embebidos intensamente em suas reminiscências.
Grisai foi laureado com dois Prêmios Stálin em 1951 e 1952, tornou-se acadêmico da Academia de Artes da U.R.S.S. em 1964, recebeu o status de Artista Popular da União das Repúblicas Socialistas Soviéticas em 1974 e recebeu um Prêmio Estatal da U.R.S.S., em 1978.

## Ligações Externas
- Galeria online dos trabalhos de Gritsai (em russo)
- Galeria com as pinturas de Gritsai